# 사하구 (선거구)
사하구는 대한민국의 옛 국회의원 선거구이다. 당시 부산광역시 사하구 지역을 관할했다.

## 역사
제13대 국회의원 선거를 앞두고 서구·사하구 선거구에서 사하구 지역이 단독 선거구를 형성하게 되면서 신설되었다.
제15대 국회의원 선거를 앞두고 사하구 선거구가 사하구 갑, 사하구 을 선거구로 분리되면서 폐지되었다.

## 역대 국회의원
| 선거   | 정당 | 정당       | 의원   |
| ------ | ---- | ---------- | ------ |
| 1988년 |      | 통일민주당 | 서석재 |
| 1992년 |      | 무소속     | 서석재 |
| 1993년 |      | 민주자유당 | 박종웅 |

## 역대 선거 결과

### 대한민국 제13대 국회의원 선거
|  | 58.71% |

|  | 25.99% |

|  | 8.22% |

|  | 3.73% |

|  | 3.32% |

### 대한민국 제14대 국회의원 선거
|  | 44.73% |

|  | 22.87% |

|  | 12.86% |

|  | 9.82% |

|  | 4.87% |

|  | 4.82% |

### 1993년 대한민국 재보궐선거
서석재 의원의 의원직 상실로 인해 1993년 대한민국 재보궐선거가 실시되었다. 이 선거에서 민주자유당 박종웅 후보가 당선되었다.